# Indústria cocotera de Niue

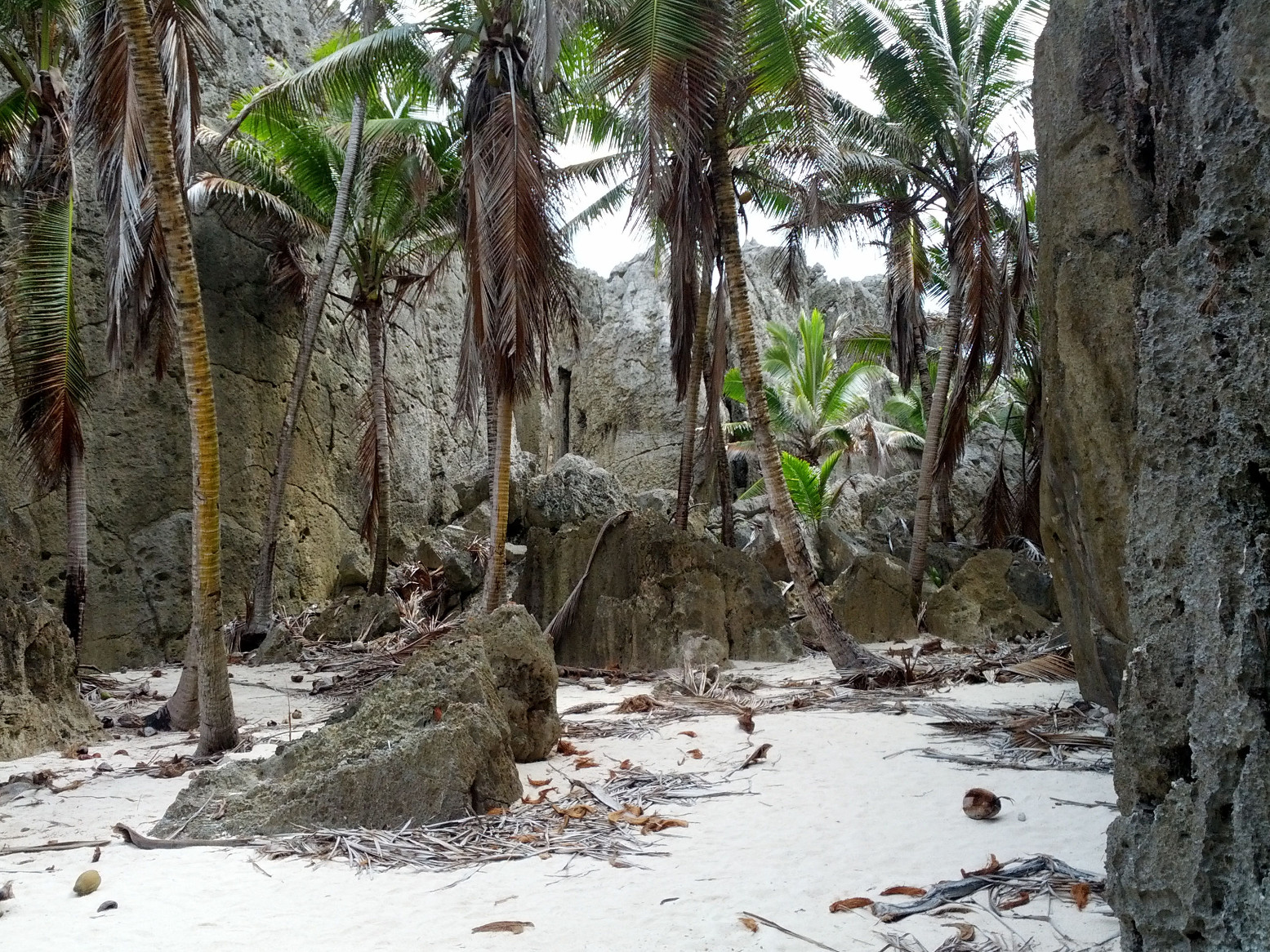
El paisatge de Niue amb cocoters

L'any 2013, l'estat insular de Niue va produir 3,200 tones de cocos valorades en 385,830INT$. El coco és un cultiu comercial a l'illa, de què s'obtenen derivats com ara la copra i la llet de coco enllaunada, i que és també exportat. Originalment, l'illa tenia cocoters en abundància, com es reflecteix en el nom del país, Niue, en la llengua local. La Junta per al Desenvolupament de Niue és la responsable de la planificació i execució dels plans de producció agrícola, inclosos el coco i els seus derivats.

## Història
El nom de l'illa, "Niue", significa coco en l'idioma local. El coco no és autòcton de l'illa o de cap de les illes del Pacífic. S'ha afirmat que podria ser originari de l'Amèrica Central. Tanmateix, ha estat present a l'illa històricament. Segons l'opinió d'un home local, la planta va arribar a la costa i va ser recollida i plantada a Mutalau. Podria haver-se mogut gràcies als vents alisis. Una altra corrent opina que els viatgers duien cocos en les seves canoes i els plantaven a les illes que visitaven durant el viatge. Segons una llegenda local, dos homes, Levei-matagi i Levei-fualoto, que viatjaven de Tutuila portant uns cocos que els havia regalat el líder local, van arribar a l'illa i van anomenar-la Niue-fekai, pel nom del coco niue.
El seu creixement és més prominent en la terrassa inferior de l'illa que en l'interior, i en pobles de la costa est; a Mutalau i a Lakepa en la part del nord és el lloc de l'illa on n'hi ha plantacions més grans. En els anys 1880, es van crear plantacions de coco alliberant la meitat de la superfície de l'illa. Una fàbrica de crema de coco va tancar l'any 1991, a causa dels danys causats per un huracà. A data de 2013, la Organització de les Nacions Unides per a l'Agricultura i l'Alimentació va reportar 3,200 tones de coco produïdes a l'illa, valorades en 385,830INT$, en una àrea de 3,300 hectàrees (8,200 acres) i amb una producció aproximada de 9,697 hectograms per hectàrea (969.7 tones/ha).

## Usos locals
Els cocos que tenen poca polpa reben el nom de kola i pona-niu. La tija sobre la qual creix el coco es diu loholoho, a la fase de floració se l'anomena tome, el brot jove es diu uruka, el nervi central de la fulla es diu palelafe, la costella de cada branca separada és el kaniu. A mesura que el fruit es comença a desenvolupar, l'esponja que es desenvolupa a l'interior es diu who-niu. Les branques de l'arbre s'utilitzen per fer escombres, pintes, etc. La fulla seca mateixa és utilitzada com a palla per les teulades, per fer cistelles (kato), i matalassos (potu). La fusta de l'arbre és dura i pesada, i s'utilitza per fer bastons de fusta polida. S'extreu i es pressiona la polpa blanca del fruit per fer oli de coco (puke-lolo) un oli, de vegades perfurmat, que s'utilitza per fer massatges abans del bany.
La part fibrosa del coco, anomenada pulu, és utilitzada per fer cordes o sennits (tona) i cordills (aho). El sennit es considera molt fort i durador. Les closques del coco, després de ser netejades i polides, s'utilitzen com a recipients com ara ampolles d'aigua. El coco sec o copra és exportat de l'illa. El nom que s'utilitza a l'illa per presentar el coco en un dels festivals és Fua-alu (Ulu-Ola).
Nois joves de 8 anys escalen els cocoters per talar-ne el fruit. A continuació, es talla el coco en l'extrem superior amb un pal de fusta clavat al terra. Després es treu la pell superficial i es fa una obertura per beure'n l'aigua. Es treu la carn de l'interior del coco, que s'utilitza en l'elaboració de diversos plats. La tija de l'arbre hi és enganxada amb una fulla, anomenada fona, per indicar que l'arbre es conserva durant molt de temps. Els visitants de l'illa són benvinguts amb un coco fresc en arribar, fent-los saber que són benvinguts a l'illa.